# Найли, Нагла Эл Фатиха
Нахла Эль Фатиха Наили (араб. نهلة الفاتحة نايلي‎, бербер. ⵏⴰⵀⵍⴰ ⴻⵍ ⴼⴰⵜⵉⵃⴰ ⵏⴰⵉⵍⵉ; род. 14 ноября 1986, Гидра, Алжир) — алжирская художница и скульптор.

## Биография

### Семья

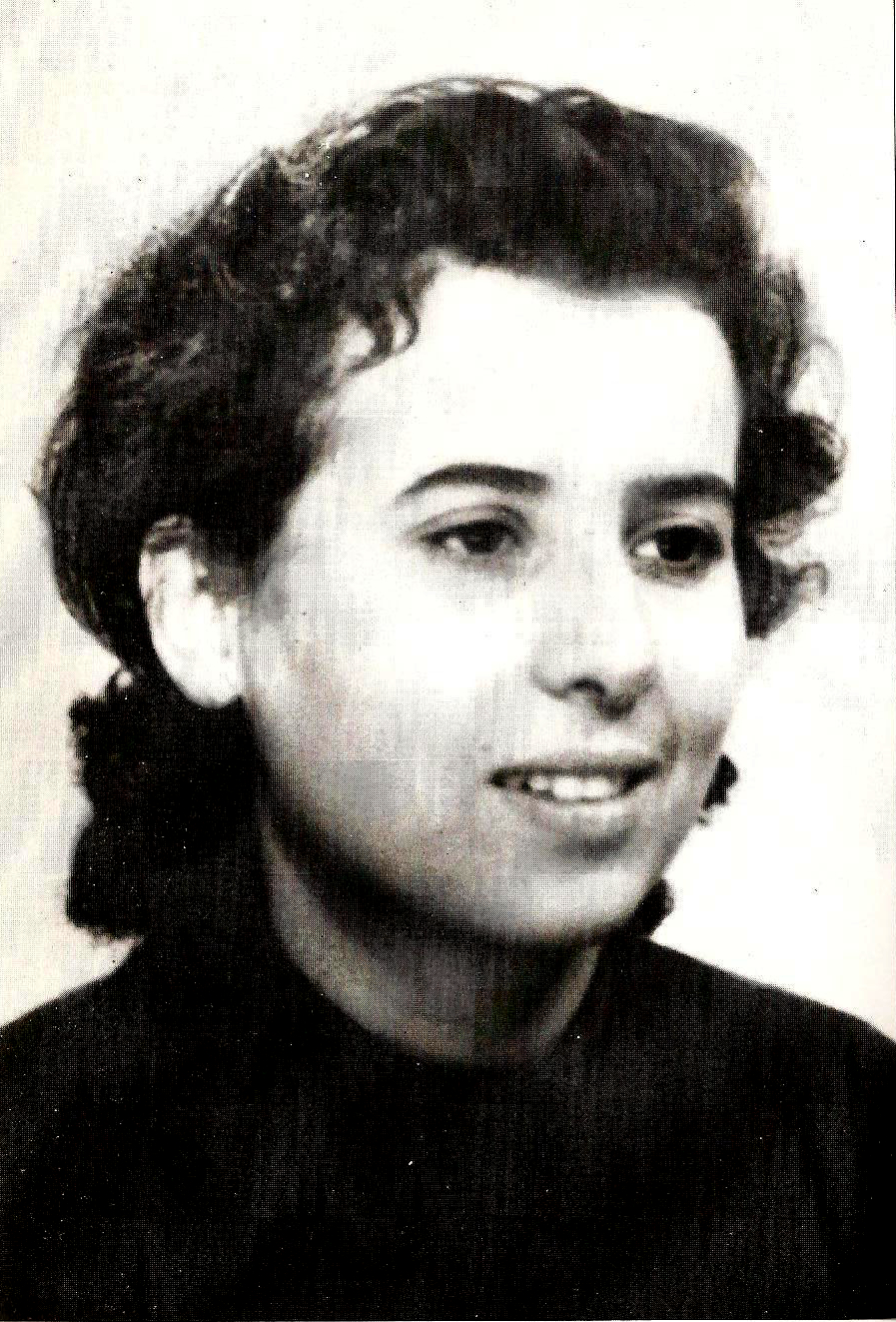
Бабушка по материнской линии Фатиха Бухиред

Дочь Рабеха Наили, профессора электронной инженерии в области метеорологии из города Азефун, вилайет Тизи Узу, и Хафиды Бухиред, дизайнера-стилиста родом из Эль-Ауана в вилайете Жижель, чья семья жила в Алжирской Касбе . Её мать была младшей из пяти братьев и сестер, родившихся от первого брака её бабушки.
Дед по материнской линии, Мустафа Бухиред, был игроком Racing Club de Paris и спортивным журналистом в Alger Républicain. Он участвовал во Второй мировой войне, боролся за освобождение Франции, прежде чем стать активистом Фронта национального освобождения. Был застрелен в Кассе (Алжир) 14 марта 1957 после ареста.
Её бабушка по материнской линии, Фатиха Бухиред, как и муж, была активисткой. Её дважды арестовывали с Ясефом Саади, Зохрой Дриф и 6-месячной дочерью, Хафидой Бухирид. Затем она была заключена в тюрьму Серкаджи и позже освобождена.

### Детство
После развода родителей Нахла переехала с матерью и младшим братом Арсланом Ларби Редуаном Наили в дом семьи Бухиред, расположенный на возвышенности Алжира. Её воспитывали мать и тети по материнской линии Зина, Лейла и Хурия Бухиред.

### Образования
В 2007 году Нахла закончила международный французский лицей Александра Дюма в городе Алжир, а в 2016 года окончила Высшую школу изобразительных искусств Алжира. В 2018 году она готовит докторскую диссертацию на тему «Творчество и городское наследие. За практику современного искусства через реабилитацию Алжира» в Пантеон-Сорбоннском университете.
Она также прошла различные учебные курсы в Марокко и Тунисе по реабилитации Медины,.
Нахла участвовала в нескольких учебных курсах в рамках ЮНЕСКО, таких как семинар «Управление волонтерами и создания общественных и частных совместных проектов», в июле 2017 года, на тренинге Med Culture «Осведомленность сообщества» Устойчивость к ценностям культурного наследия, в Аммане, Иордания, в октябре 2018 года, а также прошла программу обучения молодежи Net Med «Повышение интереса к креативным цифровым технологиям среди молодых защитников культурного наследия» в Тунисе, в декабре 2018.

### Карьера и проекты
Член и заместитель генерального секретаря Алжирской ассоциации спасения Касбы, она также является соучредителем Движения пробужденной молодежи.
В 2016 году Нахла вместе со братом Арсланом и кузиной Сельмой Бухиред инициировали проект «The NAS Workshop — пространство для размышлений и творчества для всех видов художественного самовыражения».

## Выставки
- 2011, Участие в выставке Commedia dell'arte в Итальянском культурном центре в Алжире
- 2011, Участие в Фестивале современного искусства (MOST ‘ART) в Мостаганем
- 2012, выставка "Изобразительное искусство в Дидуш Мурад » от города Алжир-Центр
- 2012, Участие в Национальном фестивале женского творчества по реализации монументальной скульптуры в 6 рук.
- 2015, выставка во дворце культуры муфди закария в городе Алжире.
- 2017, выставка в мастерской Н.А.С. Касба Алжира, Алжир.
- 2018, участие в весеннем искусстве, открытие алжирского арт-рынка в качестве экспонента-художника-скульптора от gallery el Yasmine